# Lista de canções gravadas por Aaliyah

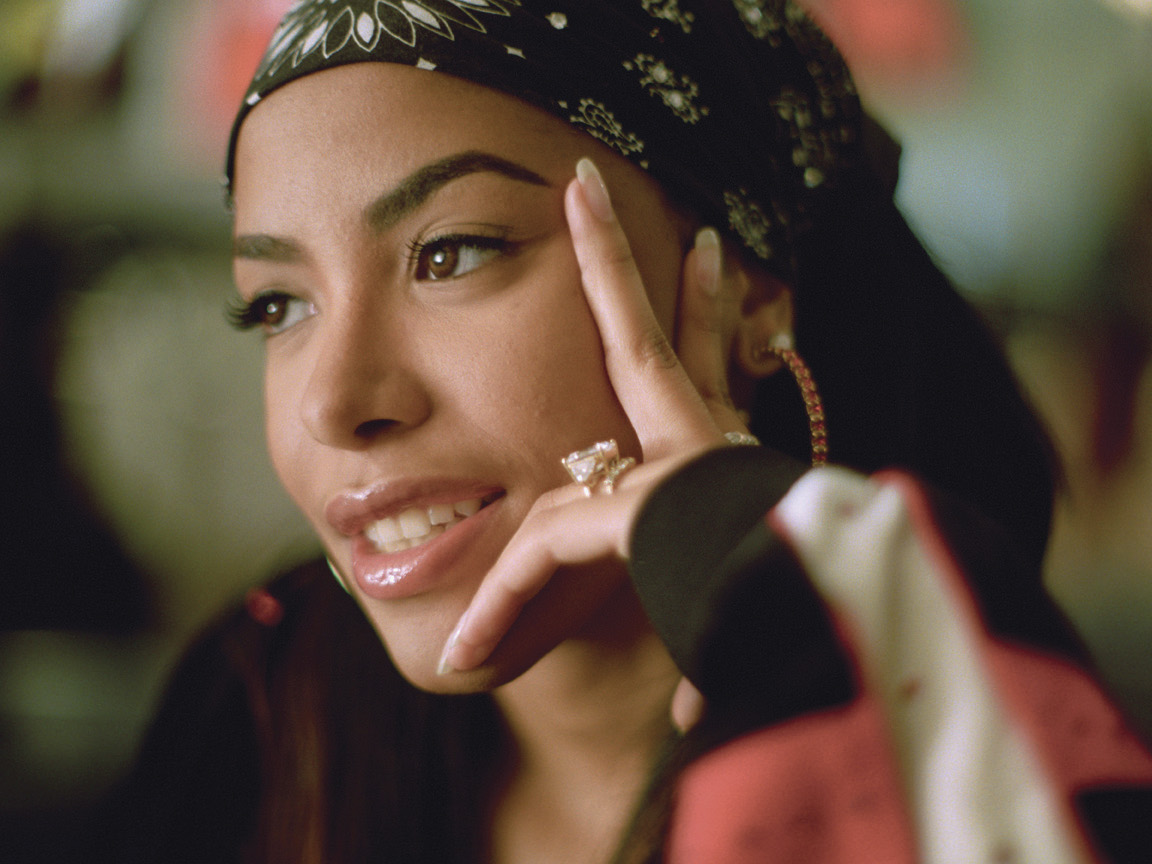
Aaliyah em maio de 2000

Esta é uma lista em ordem alfabética de músicas gravadas pela falecida cantora estadunidense Aaliyah (1979–2001).

## Canções
| † | Indica um single                       |
| ‡ | Indica uma canção lançada postumamente |
| # | Indica um single lançado postumamente  |

| Título                                          | Artista(s)                                                           | Compositor(es)                                                                                     | Álbum                                           | Ano  | Ref(s). |
| ----------------------------------------------- | -------------------------------------------------------------------- | -------------------------------------------------------------------------------------------------- | ----------------------------------------------- | ---- | ------- |
| "4 Page Letter" †                               | Aaliyah                                                              | Melissa Elliott Timothy Mosley                                                                     | One in a Million                                | 1996 | [ 1 ]   |
| "Age Ain't Nothing But a Number" †              | Aaliyah                                                              | Robert Kelly                                                                                       | Age Ain't Nothing But a Number                  | 1994 | [ 2 ]   |
| "Ain't Never"                                   | Outsiderz 4 Life com part. de Aaliyah                                | Alan Healy Dave Smith Jason Dowty Jimmy Marble Todd White                                          | Álbum descartado                                | 2000 | [ 3 ]   |
| "All I Need" ‡                                  | Aaliyah                                                              | Johntá Austin                                                                                      | I Care 4 U                                      | 2002 | [ 4 ]   |
| "Are You Feelin' Me?"                           | Aaliyah                                                              | Melissa Elliott Timothy Mosley                                                                     | Romeo Must Die: The Album                       | 2000 | [ 5 ]   |
| "Are You Ready" †                               | Aaliyah                                                              | Renne Neuville                                                                                     | Sunset Park: Original Motion Picture Soundtrack | 1996 | [ 6 ]   |
| "Are You That Somebody?" †                      | Aaliyah                                                              | Static Major Timothy Mosley                                                                        | Dr. Dolittle: The Album                         | 1998 | [ 7 ]   |
| "At Your Best (You Are Love)" †                 | Aaliyah                                                              | Chris Jasper Ernie Isley Marvin Isley O'Kelly Isley Jr. Ronald Isley Rudolph Isley                 | Age Ain't Nothing But a Number                  | 1994 | [ 2 ]   |
| "Back & Forth" †                                | Aaliyah                                                              | Robert Kelly                                                                                       | Age Ain't Nothing But a Number                  | 1994 | [ 2 ]   |
| "Beats 4 da Streets (Intro)"                    | Aaliyah com part. de Missy Elliott                                   | Melissa Elliott Timothy Mosley                                                                     | One in a Million                                | 1996 | [ 1 ]   |
| "Best Friends"                                  | Missy Elliott com part. de Aaliyah                                   | Melissa Elliott Timothy Mosley                                                                     | Supa Dupa Fly                                   | 1997 | [ 3 ]   |
| "Came to Give Love (Outro)"                     | Aaliyah com part. de Timbaland                                       | Timothy Mosley                                                                                     | One in a Million                                | 1996 | [ 1 ]   |
| "Charge It to the Game (No Love)"               | Chris Brown com part. de Aaliyah e Static Major                      | Stephen Garrett                                                                                    | Canção descartada                               | —    | [ 8 ]   |
| "Choosey Lover (Old School/New School)"         | Aaliyah                                                              | Chris Jasper Ernie Isley Marvin Isley O'Kelly Isley Jr. Ronald Isley Rudolph Isley                 | One in a Million                                | 1996 | [ 1 ]   |
| "Come Back in One Piece" †                      | Aaliyah com part. de DMX                                             | Stephen Garrett Earl Simmons Irving Lorenzo Rob Meys George Clinton Bernie Worrell William Collins | Romeo Must Die: The Album                       | 2000 | [ 5 ]   |
| "Come Over" #                                   | Aaliyah com part. de Tank                                            | Johntá Austin Phalon Alexander Bryan-Michael Cox Kevin Hicks                                       | I Care 4 U                                      | 2002 | [ 4 ]   |
| "Danc'n"                                        | E.T. Selfish com part. de Aaliyah e Digital Black                    | Benjamin Black                                                                                     | Canção descartada                               | —    | [ 9 ]   |
| "Death of a Playa"                              | Aaliyah com part. Rashad Haughton                                    | Aaliyah Haughton Rashad Haughton Timothy Mosley                                                    | S/A                                             | 1997 | [ 10 ]  |
| "Don't Know What to Tell Ya" #                  | Aaliyah                                                              | Stephen Garrett Timothy Mosley                                                                     | I Care 4 U                                      | 2002 | [ 4 ]   |
| "Don't Think They Know" ‡                       | Digital Black com part. de Aaliyah                                   | Benjamin Bush Verse Simmonds Tim Kelley Bob Robinson Jonathan David Buck                           | Memoirs of a R&B Thug                           | 2005 | [ 11 ]  |
| "Don't Think They Know" #                       | Chris Brown com part. de Aaliyah                                     | Benjamin Bush Verse Simmonds Tim Kelley Bob Robinson Jonathan David Buck                           | X                                               | 2014 | [ 11 ]  |
| "Don't Worry" ‡                                 | Aaliyah                                                              | Johntá Austin Phalon Alexander                                                                     | I Care 4 U                                      | 2002 | [ 4 ]   |
| "Down with the Clique" †                        | Aaliyah                                                              | Robert Kelly                                                                                       | Age Ain't Nothing But a Number                  | 1994 | [ 2 ]   |
| "Enough Said" #                                 | Aaliyah com part. de Drake                                           | Johntá Austin Phalon Alexander Aubrey Graham                                                       | Single sem álbum                                | 2012 | [ 12 ]  |
| "Erica Kane" ‡                                  | Aaliyah                                                              | Stephen Garrett Eric Seats Rapture Stewart                                                         | I Care 4 U                                      | 2002 | [ 4 ]   |
| "Everything's Gonna Be Alright"                 | Aaliyah                                                              | Japhe Tejeda Rodney Jerkins                                                                        | One in a Million                                | 1996 | [ 1 ]   |
| "Extra Smooth"                                  | Aaliyah                                                              | Stephen Garrett Eric Seats Rapture Stewart                                                         | Aaliyah                                         | 2001 | [ 13 ]  |
| "Final Warning"                                 | Ginuwine com part. de Aaliyah                                        | Stephen Garrett Timothy Mosley                                                                     | 100% Ginuwine                                   | 1999 | [ 14 ]  |
| "Freedom" †                                     | Aaliyah com vários artistas                                          | Joi Gilliam Dallas Austin Diamond D                                                                | Panther: Original Motion Picture Soundtrack     | 1995 | [ 15 ]  |
| "A Girl Like You"                               | Aaliyah com part. de Treach                                          | Keir Gist Darren Lighty                                                                            | One in a Million                                | 1996 | [ 1 ]   |
| "Girlfriends" ‡                                 | Yaushameen Michael com part. de Aaliyah                              | Stephen Garrett                                                                                    | Canção descartada                               | —    | [ 16 ]  |
| "Giving Up" ‡                                   | Aaliyah                                                              | Van McCoy                                                                                          | Canção descartada                               | —    | [ 17 ]  |
| "Giving You More"                               | Aaliyah                                                              | Darren Jenkins                                                                                     | One in a Million                                | 1996 | [ 1 ]   |
| "Gone" †                                        | Aaliyah com Tank                                                     | TBA                                                                                                | Unstoppable                                     | 2025 | [ 18 ]  |
| "Got to Give It Up" †                           | Aaliyah com part. de Slick Rick                                      | Marvin Gaye                                                                                        | One in a Million                                | 1996 | [ 1 ]   |
| "Heartbroken"                                   | Aaliyah                                                              | Melissa Elliott Timothy Mosley                                                                     | One in a Million                                | 1996 | [ 1 ]   |
| "Hot Like Fire" †                               | Aaliyah                                                              | Melissa Elliott Timothy Mosley                                                                     | One in a Million                                | 1996 | [ 1 ]   |
| "I Am Music" ‡                                  | Timbaland & Magoo com part. de Aaliyah e Static Major                | Timothy Mosley Stephen Garrett                                                                     | Indecent Proposal                               | 2001 | [ 19 ]  |
| "I Can Be"                                      | Aaliyah                                                              | Durrell Babbs Stephen Anderson                                                                     | Aaliyah                                         | 2001 | [ 13 ]  |
| "I Care 4 U" #                                  | Aaliyah                                                              | Melissa Elliott Timothy Mosley                                                                     | Aaliyah                                         | 2001 | [ 13 ]  |
| "I Don't Wanna" †                               | Aaliyah                                                              | Johntá Austin Phalon Alexander Donnie Scantz Kevin Hicks                                           | Next Friday: Original Motion Picture Soundtrack | 1999 | [ 6 ]   |
| "I Gotcha' Back"                                | Aaliyah                                                              | Carl So-Lowe Jermaine Dupri                                                                        | One in a Million                                | 1996 | [ 1 ]   |
| "I Need You Tonight" †                          | Junior M.A.F.I.A. com part. de Aaliyah                               | Clark Kent                                                                                         | Conspiracy                                      | 1995 | [ 20 ]  |
| "I Refuse"                                      | Aaliyah                                                              | Stephen Garrett Jeffrey Walker                                                                     | Aaliyah                                         | 2001 | [ 13 ]  |
| "I'm Down"                                      | Aaliyah                                                              | Robert Kelly                                                                                       | Age Ain't Nothing But a Number                  | 1994 | [ 2 ]   |
| "I'm So Into You"                               | Aaliyah                                                              | Robert Kelly                                                                                       | Age Ain't Nothing But a Number                  | 1994 | [ 2 ]   |
| "If Your Girl Only Knew" †                      | Aaliyah                                                              | Melissa Elliott Timothy Mosley                                                                     | One in a Million                                | 1996 | [ 1 ]   |
| "Intro"                                         | Aaliyah                                                              | Robert Kelly                                                                                       | Age Ain't Nothing But a Number                  | 1994 | [ 2 ]   |
| "It's Whatever"                                 | Aaliyah                                                              | Stephen Garrett Eric Seats Rapture Stewart                                                         | Aaliyah                                         | 2001 | [ 13 ]  |
| "John Blaze"                                    | Timbaland com part. de Aaliyah e Missy Elliott                       | Timothy Mosley Melissa Elliott                                                                     | Tim's Bio: Life from da Bassment                | 1998 | [ 6 ]   |
| "Journey to the Past" †                         | Aaliyah                                                              | Lynn Ahrens Stephen Flaherty                                                                       | Anastasia: Music from the Motion Picture        | 1997 | [ 21 ]  |
| "Ladies in da House"                            | Aaliyah com part. de Missy Elliott e Timbaland                       | Melissa Elliott Timothy Mosley                                                                     | One in a Million                                | 1996 | [ 1 ]   |
| "Live and Die for Hip Hop" †                    | Kris Kross com part. de Da Brat, Jermaine Dupri, Mr. Black e Aaliyah | Jermaine Dupri Mr. Black Jeffrey E. Cohen Narada Michael Walden Shawntae Harris                    | Young, Rich & Dangerous                         | 1996 | [ 3 ]   |
| "Loose Rap"                                     | Aaliyah com part. de Static Major                                    | Stephen Garrett Eric Seats Rapture Stewart                                                         | Aaliyah                                         | 2001 | [ 13 ]  |
| "Man Undercover"                                | Timbaland & Magoo com part. de Aaliyah e Missy Elliott               | Melvin Barcliff Melissa Elliott Timothy Mosley                                                     | Welcome to Our World                            | 1997 | [ 22 ]  |
| "Messed Up"                                     | Aaliyah                                                              | Benjamin Bush Eric Seats Rapture Stewart                                                           | Aaliyah                                         | 2001 | [ 13 ]  |
| "Miss You" #                                    | Aaliyah                                                              | Johntá Austin Teddy Bishop Elgin Lumpkin                                                           | I Care 4 U                                      | 2002 | [ 4 ]   |
| "More Than a Woman" †                           | Aaliyah                                                              | Timothy Mosley Stephen Garrett                                                                     | Aaliyah                                         | 2001 | [ 13 ]  |
| "Never Comin' Back"                             | Aaliyah                                                              | Melissa Elliott Timothy Mosley                                                                     | One in a Million                                | 1996 | [ 1 ]   |
| "Never Givin' Up"                               | Aaliyah com part. de Tavarius Polk                                   | Craig King Monica Bell                                                                             | One in a Million                                | 1996 | [ 1 ]   |
| "Never No More"                                 | Aaliyah                                                              | Stephen Garrett Stephen Anderson                                                                   | Aaliyah                                         | 2001 | [ 13 ]  |
| "Night Riders (Remix)"                          | Boot Camp Clik com part. de Aaliyah                                  | Kenyatta Blake General Steele Tekomin Williams                                                     | For the People                                  | 1997 | [ 23 ]  |
| "No Days Go By"                                 | Aaliyah                                                              | Aaliyah Haughton Craig King Rheji Burrell                                                          | One in a Million                                | 1996 | [ 24 ]  |
| "No One Knows How to Love Me Quite Like You Do" | Aaliyah                                                              | Robert Kelly                                                                                       | Age Ain't Nothing But a Number                  | 1994 | [ 2 ]   |
| "Old School"                                    | Aaliyah                                                              | Robert Kelly                                                                                       | Age Ain't Nothing But a Number                  | 1994 | [ 2 ]   |
| "The One I Gave My Heart To" †                  | Aaliyah                                                              | Diane Warren                                                                                       | One in a Million                                | 1996 | [ 1 ]   |
| "One in a Million" †                            | Aaliyah                                                              | Melissa Elliott Timothy Mosley                                                                     | One in a Million                                | 1996 | [ 1 ]   |
| "One Man Woman"                                 | Playa com part. de Aaliyah                                           | Jawann Peacock Stephen Garrett                                                                     | Cheers 2 U                                      | 1998 | [ 3 ]   |
| "Poison"                                        | Aaliyah com part. de The Weeknd                                      | Abel Tesfaye Ahmad Balshe Stephen Garrett                                                          | Single sem álbum                                | 2021 | [ 25 ]  |
| "Quit Hatin'" ‡                                 | Aaliyah                                                              | Stephen Garrett                                                                                    | Canção descartada                               | —    | [ 26 ]  |
| "Read Between the Lines"                        | Aaliyah                                                              | Stephen Garrett Stephen Anderson                                                                   | Aaliyah                                         | 2001 | [ 13 ]  |
| "Rock the Boat" †                               | Aaliyah                                                              | Stephen Garrett Eric Seats Rapture Stewart                                                         | Aaliyah                                         | 2001 | [ 13 ]  |
| "Shakin'" ‡                                     | Timbaland com part. de Aaliyah e Strado                              | Stephen Garrett                                                                                    | King Stays King                                 | 2015 | [ 27 ]  |
| "Steady Ground" ‡                               | Aaliyah com part. de Static Major                                    | Stephen Garrett Jeffrey Walker                                                                     | Canção descartada                               | —    | [ 28 ]  |
| "Stickin' Chickens"                             | Missy Elliott com part. de Aaliyah e Da Brat                         | Melissa Elliott Timothy Mosley Shawntae Harris                                                     | Da Real World                                   | 1999 | [ 29 ]  |
| "Street Thing"                                  | Aaliyah                                                              | Robert Kelly                                                                                       | Age Ain't Nothing But a Number                  | 1994 | [ 2 ]   |
| "Summer Bunnies (Contest Extended Remix)"       | R. Kelly com part. de Aaliyah                                        | Robert Kelly                                                                                       | S/A                                             | 1994 | [ 30 ]  |
| "Talk Is Cheap"                                 | Drake com part. de Aaliyah e Static Major                            | Stephen Garrett Aubrey Graham                                                                      | Canção descartada                               | —    | [ 31 ]  |
| "The Thing I Like" †                            | Aaliyah                                                              | Robert Kelly                                                                                       | Age Ain't Nothing But a Number                  | 1994 | [ 2 ]   |
| "Those Were the Days"                           | Aaliyah                                                              | Stephen Garrett Eric Seats Rapture Stewart                                                         | Aaliyah                                         | 2001 | [ 13 ]  |
| "Throw Your Hands Up"                           | Aaliyah                                                              | Robert Kelly                                                                                       | Age Ain't Nothing but a Number                  | 1994 | [ 2 ]   |
| "Try Again" †                                   | Aaliyah                                                              | Stephen Garrett Timothy Mosley                                                                     | Romeo Must Die: The Album                       | 2000 | [ 5 ]   |
| "Turn the Page"                                 | Aaliyah                                                              | Shelly Peiken Guy Roche                                                                            | Music of the Heart: The Album                   | 1999 | [ 32 ]  |
| "U Got Nerve"                                   | Aaliyah                                                              | Benjamin Bush Eric Seats Rapture Stewart                                                           | Aaliyah                                         | 2001 | [ 13 ]  |
| "Up Jumps da Boogie" †                          | Timbaland & Magoo com part. de Missy Elliott e Aaliyah               | Melissa Elliott Rod Temperton Timothy Mosley                                                       | Welcome to Our World                            | 1997 | [ 33 ]  |
| "We Need a Resolution" †                        | Aaliyah com part. de Timbaland                                       | Timothy Mosley Stephen Garrett                                                                     | Aaliyah                                         | 2001 | [ 13 ]  |
| "What If"                                       | Aaliyah                                                              | Durrell Babbs Stephen Anderson                                                                     | Aaliyah                                         | 2001 | [ 13 ]  |
| "Where Could He Be" ‡                           | Aaliyah com part. de Missy Elliott e Tweet                           | Melissa Elliott                                                                                    | Canção descartada                               | —    | [ 34 ]  |
| "You Won't See Me Tonight"                      | Nas com part. de Aaliyah                                             | Nasir Jones Timothy Mosley                                                                         | I Am...                                         | 1999 | [ 35 ]  |
| "You Never Do a Thing for Me" ‡                 | Aaliyah                                                              | Aaliyah Haughton Stephen Garrett Eric Seats Rapture Stewart                                        | Canção descartada                               | 1999 | [ 36 ]  |
| "Young Nation"                                  | Aaliyah                                                              | Robert Kelly                                                                                       | Age Ain't Nothing But a Number                  | 1994 | [ 2 ]   |
| "Your Body's Callin' (His and Hers Remix)" †    | R. Kelly com part. de Aaliyah                                        | Robert Kelly                                                                                       | S/A                                             | 1994 | [ 37 ]  |

### Notes
1. ↑  Apareceu originalmente no lançamento europeu do single "4 Page Letter".
2. ↑  Cover da versão de Donny Hathaway
3. ↑  Originalmente planejada para a trilha sonora de Sparkle (2012).
4. ↑  Apareceu originalmente no lançamento norte-americano do single "Summer Bunnies".
5. ↑  Originalmente gravada em abril de 1999, nas sessões do álbum Aaliyah (2001).
6. ↑  Apareceu originalmente no lançamento norte-americano do single "Your Body's Callin'".